# Volley Melendugno 2024-2025
Questa voce raccoglie le informazioni riguardanti il Volley Melendugno nelle competizioni ufficiali della stagione 2024-2025.

## Stagione
Nella stagione 2024-25 il Volley Melendugno assume la denominazione sponsorizzata di Narconon Volley Melendugno.
Partecipa per la seconda volta consecutiva al campionato di Serie A2 terminando il girone B della regular season al quinto posto in classifica; nella pool promozione giunge all'ottavo posto.

## Organigramma societario
Area direttiva
- Presidente: Giuseppe Lugibello
- Direttore sportivo: Francesco Melegari
- Direttore area tecnica: Alessandro Cisternino

Area tecnica
- Allenatore: Simone Giunta
- Allenatore in seconda: Andrea Rotella
- Assistente allenatore: Vito Abel Morales, Diego Vannicola
- Scout man: Roberto Colato

## Rosa
| N° | Nome              | Ruolo | Data di nascita  | Nazionalità sportiva |
| -- | ----------------- | ----- | ---------------- | -------------------- |
| 3  | Gaia Badalamenti  | S     | 11 giugno 2002   | Italia               |
| 5  | Valeria Caracuta  | P     | 14 dicembre 1987 | Italia               |
| 6  | Federica Ferrario | L     | 31 maggio 2001   | Italia               |
| 7  | Viola Passaro     | P     | 30 novembre 2004 | Italia               |
| 8  | Chiara Biesso     | C     | 8 aprile 2002    | Italia               |
| 9  | Jessica Joly      | S     | 6 gennaio 2000   | Italia               |
| 10 | Erica Andrich     | O     | 10 febbraio 1998 | Italia               |
| 11 | Monica Fioretti   | C     | 28 marzo 1999    | Italia               |
| 12 | Aurora D'Onofrio  | L     | 14 marzo 2006    | Italia               |
| 14 | Alice Tanase      | S     | 25 maggio 2000   | Italia               |
| 15 | Ilaria Maruotti   | S     | 22 febbraio 1994 | Italia               |
| 16 | Giorgia Prato     | P     | 20 aprile 2007   | Italia               |
| 18 | Polina Malik      | O     | 18 novembre 1998 | Israele              |
| 23 | Chiara Riparbelli | C     | 26 aprile 1996   | Italia               |

## Mercato
| Acquisti | Acquisti          | Acquisti          | Acquisti   |
| R.       | Nome              | da                | Modalità   |
| -------- | ----------------- | ----------------- | ---------- |
| O        | Erica Andrich     | Giorgione         | definitivo |
| S        | Gaia Badalamenti  | Lecco Picco       | definitivo |
| L        | Aurora D'Onofrio  | Dream 2011        | definitivo |
| L        | Federica Ferrario | Cuneo Granda      | definitivo |
| C        | Monica Fioretti   | Volley 2.0        | definitivo |
| S        | Jessica Joly      | Sant'Anna         | definitivo |
| O        | Polina Malik      | Millenium Brescia | definitivo |
| P        | Viola Passaro     | Megavolley        | definitivo |
| C        | Chiara Riparbelli | Mondovì           | definitivo |
| S        | Alice Tanase      | Cuneo Granda      | definitivo |

| Cessioni | Cessioni          | Cessioni             | Cessioni   |
| R.       | Nome              | a                    | Modalità   |
| -------- | ----------------- | -------------------- | ---------- |
| C        | Fabiana Antignano | Garlasco             | definitivo |
| S        | Marta Campana     | Il Podio Fasano      | definitivo |
| P        | Romina Courroux   | Marsala              | definitivo |
| L        | Giulia Favero     | Garlasco             | definitivo |
| L        | Cecilia Oggioni   | Marsala              | definitivo |
| C        | Giulia Polesello  | Adolfo Consolini     | definitivo |
| O        | Rachele Rastelli  | Black Angels Perugia | definitivo |
| S        | Paola Santiago    | Pinkin de Corozal    | definitivo |
| O        | Sara Stival       | CLAI Imola           | definitivo |

## Risultati

### Serie A2

#### Girone di andata
| 1ª Giornata - 5 ottobre 2024 Palasport Da Copertino, Lecce            | Melendugno | 3 - 1 | Fratte         | 28-26, 26-28, 25-23, 25-22        |
| 2ª Giornata - 13 ottobre 2024 PalaCoim, Offanengo                     | Offanengo  | 3 - 0 | Melendugno     | 25-20, 25-20, 25-15               |
| 3ª Giornata - 19 ottobre 2024 Palasport Da Copertino, Lecce           | Melendugno | 3 - 1 | Concorezzo     | 25-19, 25-19, 27-29, 27-25        |
| 4ª Giornata - 27 ottobre 2024 Palazzetto dello Sport, Vasto           | Altino     | 0 - 3 | Melendugno     | 11-25, 22-25, 24-26               |
| 5ª Giornata - 3 novembre 2024 PalaRadi, Cremona                       | Esperia    | 2 - 3 | Melendugno     | 18-25, 18-25, 25-19, 25-15, 13-15 |
| 6ª Giornata - 10 novembre 2024 Palasport Da Copertino, Lecce          | Melendugno | 1 - 3 | Trentino       | 23-25, 25-21, 17-25, 14-25        |
| 7ª Giornata - 17 novembre 2024 Palasport Da Copertino, Lecce          | Melendugno | 0 - 3 | Hermaea        | 24-26, 21-25, 18-25               |
| 8ª Giornata - 24 novembre 2024 Pala Francescucci, Casnate con Bernate | Alba       | 1 - 3 | Melendugno     | 25-27, 25-20, 17-25, 27-29        |
| 9ª Giornata - 1º dicembre 2024 Palasport Da Copertino, Lecce          | Melendugno | 1 - 3 | Futura Giovani | 16-25, 17-25, 25-18, 24-26        |

#### Girone di ritorno
| 10ª Giornata - 8 dicembre 2024 Palazzo dello Sport, Trebaseleghe   | Fratte         | 3 - 2 | Melendugno | 21-25, 25-19, 25-17, 13-25, 15-12 |
| 11ª Giornata - 15 dicembre 2024 Palasport Da Copertino, Lecce      | Melendugno     | 3 - 0 | Offanengo  | 25-20, 25-16, 25-17               |
| 12ª Giornata - 22 dicembre 2024 Palazzetto dello Sport, Concorezzo | Concorezzo     | 0 - 3 | Melendugno | 17-25, 22-25, 17-25               |
| 13ª Giornata - 26 dicembre 2024 Palasport Da Copertino, Lecce      | Melendugno     | 3 - 1 | Altino     | 25-14, 25-18, 21-25, 25-16        |
| 14ª Giornata - 5 gennaio 2025 Palasport Da Copertino, Lecce        | Melendugno     | 3 - 1 | Esperia    | 25-20, 18-25, 25-22, 26-24        |
| 15ª Giornata - 12 gennaio 2025 Sanbàpolis, Trento                  | Trentino       | 1 - 3 | Melendugno | 25-18, 23-25, 23-25, 23-25        |
| 16ª Giornata - 19 gennaio 2025 Geopalace, Olbia                    | Hermaea        | 3 - 1 | Melendugno | 20-25, 25-23, 25-22, 25-15        |
| 17ª Giornata - 26 gennaio 2025 Palasport Da Copertino, Lecce       | Melendugno     | 2 - 3 | Alba       | 31-29, 18-25, 25-23, 12-25, 12-15 |
| 18ª Giornata - 2 febbraio 2025 PalaBorsani, Castellanza            | Futura Giovani | 3 - 1 | Melendugno | 21-25, 25-16, 25-21, 25-18        |

#### Pool promozione
| 1ª Giornata - 16 febbraio 2025 Palasport Da Copertino, Lecce                  | Melendugno           | 1 - 3 | Sant'Anna            | 22-25, 25-19, 16-25, 19-25 |
| 2ª Giornata - 19 febbraio 2025 PalaFontescodella, Macerata                    | Helvia Recina        | 3 - 1 | Melendugno           | 25-20, 25-16, 20-25, 25-16 |
| 3ª Giornata - 23 febbraio 2025 Palasport Da Copertino, Lecce                  | Melendugno           | 1 - 3 | Millenium Brescia    | 22-25, 25-20, 23-25, 22-25 |
| 4ª Giornata - 2 marzo 2025 Palasport Da Copertino, Lecce                      | Melendugno           | 1 - 3 | Adolfo Consolini     | 25-17, 16-25, 21-25, 21-25 |
| 5ª Giornata - 9 marzo 2025 Pala CBL, Costa Volpino                            | Vallecamonica Sebino | 1 - 3 | Melendugno           | 22-25, 22-25, 25-15, 20-25 |
| 6ª Giornata - 12 marzo 2025 PalaRescifina, Messina                            | Sant'Anna            | 0 - 3 | Melendugno           | 19-25, 22-25, 15-25        |
| 7ª Giornata - 16 marzo 2025 Palasport Da Copertino, Lecce                     | Melendugno           | 0 - 3 | Helvia Recina        | 18-25, 21-25, 22-25        |
| 8ª Giornata - 21 marzo 2025 PalaGeorge, Montichiari                           | Millenium Brescia    | 3 - 1 | Melendugno           | 25-23, 25-19, 22-25, 29-27 |
| 9ª Giornata - 26 marzo 2025 Palazzetto dello Sport, San Giovanni in Marignano | Adolfo Consolini     | 3 - 0 | Melendugno           | 25-16, 25-17, 25-19        |
| 10ª Giornata - 29 marzo 2025 Palasport Da Copertino, Lecce                    | Melendugno           | 3 - 1 | Vallecamonica Sebino | 22-25, 25-21, 25-17, 25-23 |

## Statistiche

### Statistiche di squadra
| Competizione | Punti | In casa | In casa | In casa | In trasferta | In trasferta | In trasferta | Totale | Totale | Totale |
| Competizione | Punti | G       | V       | P       | G            | V            | P            | G      | V      | P      |
| ------------ | ----- | ------- | ------- | ------- | ------------ | ------------ | ------------ | ------ | ------ | ------ |
| Serie A2     | 40    | 14      | 6       | 8       | 14           | 7            | 7            | 28     | 13     | 15     |
| Totale       | -     | 14      | 6       | 8       | 14           | 7            | 7            | 28     | 13     | 15     |

G = partite giocate; V = partite vinte; P = partite perse 

### Statistiche dei giocatori
| Giocatore      | Serie A2 | Serie A2 | Serie A2 | Serie A2 | Serie A2 | Totale | Totale | Totale | Totale | Totale |
| Giocatore      | P        | PT       | AV       | MV       | BV       | P      | PT     | AV     | MV     | BV     |
| -------------- | -------- | -------- | -------- | -------- | -------- | ------ | ------ | ------ | ------ | ------ |
| E. Andrich     | 25       | 113      | 100      | 12       | 1        | 25     | 113    | 100    | 12     | 1      |
| G. Badalamenti | 7        | 0        | 0        | 0        | 0        | 7      | 0      | 0      | 0      | 0      |
| C. Biesso      | 28       | 176      | 116      | 50       | 10       | 28     | 176    | 116    | 50     | 10     |
| V. Caracuta    | 22       | 21       | 6        | 5        | 9        | 22     | 21     | 6      | 5      | 9      |
| A. D'Onofrio   | 13       | 0        | 0        | 0        | 0        | 13     | 0      | 0      | 0      | 0      |
| F. Ferrario    | 28       | 0        | 0        | 0        | 0        | 28     | 0      | 0      | 0      | 0      |
| M. Fioretti    | 5        | 8        | 6        | 1        | 1        | 5      | 8      | 6      | 1      | 1      |
| J. Joly        | 26       | 297      | 259      | 25       | 13       | 26     | 297    | 259    | 25     | 13     |
| P. Malik       | 28       | 409      | 373      | 16       | 21       | 28     | 409    | 373    | 16     | 21     |
| I. Maruotti    | 20       | 48       | 44       | 2        | 2        | 20     | 48     | 44     | 2      | 2      |
| V. Passaro     | 25       | 8        | 3        | 3        | 2        | 25     | 8      | 3      | 3      | 2      |
| G. Prato       | 0        | 0        | 0        | 0        | 0        | 0      | 0      | 0      | 0      | 0      |
| C. Riparbelli  | 27       | 225      | 118      | 76       | 31       | 27     | 225    | 118    | 76     | 31     |
| A. Tanase      | 28       | 385      | 312      | 39       | 32       | 28     | 385    | 312    | 39     | 32     |

P = presenze; PT = punti totali; AV = attacchi vincenti; MV = muri vincenti; BV = battute vincenti